# Трень-брень
«Трень-брень» — украинский фильм 1994 года режиссёра Радомира Василевского по одноимённой повести Радия Погодина.

## Сюжет
Рыжая девочка Оля приезжает с Севера, где она жила с родителями, к бабушке в южный город. Непохожая на других не только цветом волос, но и своим прошлым опытом, на новом месте ей придётся столкнуться с насмешками, но вскоре она заставит уважать себя дразнивших её и приобретёт новых друзей.

## В ролях
- Юля Сенаторова — Оля Снежко
- Гена Высоцкий — Аркашка
- Антон Никольско-Ржевский — Боб
- Денис Файков — Тимоша
- Настя Голенко — «Кривляка»
- Ольга Волкова — бабушка Клаша, бабушка Оли
- Лия Ахеджакова — бабушка Маша, бабушка Аркашки
- Люсьена Овчинникова — бабушка Даша
- Александр Берда — дядя Шура
- Анна Самохина — продавщица
- Наталья Седых — кинодевушка
- Валерий Ивченко — дальтоник
- Евгений Смирнов — охотник
- Лев Перфилов — грубый старик
- Евгений Леонов-Гладышев — таксист

## Съёмки
Место съёмок — город Одесса, узнаваемы пляж «Аркадия», Парк Победы.

## Песня
В фильме звучит песня «Златокудрый ангел» на стихи Юрия Энтина.

## Критика
«Трень—брень» поставил Р. Василевский. И беда не в том, что его никто не знает, а в том, что взялся делать ленту по плохому сценарию. Даже с хорошими актерами (Ахеджакова, Волкова, Овчинникова) ничего не сумел выжать из предполагаемых обстоятельств. Не говоря уже о стремлении придать фильму философское звучание, совершенно непонятное. В общем — трень-брень…— журнал «Вестник», 1999 год